# خوسيه رودريغوس كويلو دو أمارال
خوسيه رودريغوس كويلو دو أمارال (بالبرتغالية: José Rodrigues Coelho do Amaral) هو دبلوماسي برتغالي، ولد في 1808، وتوفي في 14 ديسمبر 1873.